# Centro Universitário de Adamantina
O Centro Universitário de Adamantina - UniFAI, anteriormente Faculdades Adamantinenses Integradas (FAI), é uma autarquia da Prefeitura Municipal de Adamantina, que oferece 29 cursos de Ensino Superior, com 10 Habilitações, 11 cursos de Pós-Graduação "Lato Sensu", além de realizar cursos de Extensão e Aperfeiçoamento, contando com três campi no território do município, destacando-se como uma das principais instituições de Ensino Superior da região.
Foi fundada em 18 de Junho de 1998, pela Lei Municipal nº. 2.819, unificando as outras instituições preexistentes em uma só, tendo o seu regimento unificado aprovado pelo Parecer nº 94/99 do Conselho Estadual de Educação, recredenciada nos termos do Parecer CEE n 260/2008 e Portaria CEE/GP nº 305, de 28 de maio de 2008. Com isso a Faculdade de Filosofia, Ciências e Letras de Adamantina (autorizada a funcionar conforme Lei Municipal nº 853 de 29 de junho de 1967) e a Faculdade de Enfermagem e Obstetrícia de Adamantina (autorizada a funcionar conforme Lei Municipal nº 1547 de 1 de março de 1980), foram definitivamente unificadas.
A Instituição conta com uma infra-estrutura que possui: 01 Biblioteca Central e 01 setorial; Hospital Veterinário; Farmácia-Escola; Clínica Odontolgica; Clínica de Nutrição; Clínica de Fisioterapia; Núcleo de Psicologia; Núcleo de Prática Jurídica; Núcleo Midiático; Centro Esportivo; além de laboratórios nas áreas da saúde, humanas, biológicas e agrárias
A Instituição conta com os cursos de: Licenciaturas em Letras, Ciências Biológicas, Pedagogia, História, Geografia, Matemática, Educação Física e Normal Superior, integrantes do Instituto Superior de Educação (credenciado nos termos da Portaria CEE/GP 397 de 29 de novembro de 2005); Enfermagem, Tecnologia em Análise e Desenvolvimento de Sistemas, Administração, Direito, Comunicação Social - Habilitação em Publicidade e Propaganda, Comunicação Social - Habilitação em Jornalismo, Ciência da Computação, Ciências Econômicas, Farmácia, Fisioterapia, Medicina, Nutrição, Odontologia, Engenharia de Alimentos, Psicologia, Engenharia Ambiental, Medicina Veterinária e Desenho Industrial, (reconhecidos junto ao Conselho Estadual de Educação); Agronomia, Serviço Social, Gerontologia e Terapia Ocupacional (autorizados a funcionar pelo Conselho Estadual de Educação).